# Judith Gap
Judith Gap – miasto w Stanach Zjednoczonych, w stanie Montana, w hrabstwie Wheatland.